# 森月真冬
森月 真冬（もりつき まふゆ、1982年〈昭和57年〉 - ）は、日本のライトノベル作家である。

## 概要
東京都出身・在住。小学校のときの自由研究で赤川次郎の『三毛猫ホームズ』に出会い、後に島田荘司の『暗闇坂の人喰いの木』に出会ったことからミステリー小説にのめり込んだ。また、アニメ『ロードス島戦記』の続きを見たいと考えたことから小説『ロードス島戦記』を読み始め、後に『フォーチュン・クエスト』『ゼロの使い魔』などのライトノベルにも触れた。無職だった期間にネットサーフィンで無職からライトノベル作家になったというエピソードを見たことから、小説の執筆を始めた。第11回MF文庫Jライトノベル新人賞では『奇妙な世界の怪物と』で一次選考通過を果たしている。第26回電撃小説大賞では『エロゲが趣味だったキモオタデブの俺が、異世界で幼女のおっさんとイチャラブする』で三次選考通過を果たしている。面白いと感じた山形石雄の小説『六花の勇者』を調べていくうちに集英社ライトノベル新人賞の存在や、最終選考委員を山形石雄が務めていることなどを知り、同賞への応募を決めた。第7回集英社ライトノベル新人賞では『エコー・ザ・クラスタ』で金賞を受賞し、同作でデビューを果たした。そして第10回ネット小説大賞では『異世界ラーメン屋台、エルフの食通は『ラメン』が食べたい』で小説賞を受賞した。好きな漫画としてとよ田みのるの『金剛寺さんは面倒臭い』や、九井諒子の『ダンジョン飯』を挙げている。

## 作品一覧
- 『漂流英雄 エコー・ザ・クラスタ』（イラスト: 成海クリスティアーノート、2019年9月25日、ダッシュエックス文庫〈集英社〉、ISBN 978-4-08-631328-5）[6]
- 『異世界ラーメン屋台 エルフの食通は『ラメン』が食べたい』（イラスト: 転、PASH!ブックス〈主婦と生活社〉）
  1. 2023年2月3日発売[7]、ISBN 978-4-391-15913-4
  2. 2024年11月1日発売[8]、ISBN 978-4-391-16260-8